# Malý Dračí štít
Malý Dračí štít ( polsky Mały Smoczy Szczyt  německy Kleine Déchyspitze je nižší severozápadní vrchol Dračího štítu, vysoký 2518 m n. m. ve Vysokých Tatrách. Od jihovýchodního vrcholu Vysoké ho dělí Vyšné Dračie sedlo. 

## Název
Je spojen s pověstmi o tatranských dracích, drak ( polsky smok, siarkan německy Drache). Zprávy o dracích byly založeny na vyprávěních o nálezech koster neznámých zvířat, možná jeskynních medvědů, které nacházeli hledači pokladů. Z nich se časem přetvořily do lidových pověstí, například i ta o drakovi, který žil nad Zlomískami a nechal se obsluhovat unesenou dívkou z Mengusoviec, kterou nakonec vysvobodila její matka. Drak, pak jak ho proklela, zkameněl. Zubatý hřeben, který se táhne z Vysoké na jih a jihovýchod, to jsou pozůstatky z draka. Z iniciativy Uherského karpatského spolku počátkem 20. století hlavní vrchol dostal jméno Déchyspitze, Déchy-csúcs a vedlejší nižší Kleine Déchyspitze, na počest cestovatele - horolezce Mór Déchyho. Malý Dračí štít v maďarské nomenklatuře nemá specifický název. 

## Prvovýstupy
Prvními pravděpodobně byli horolezci, kteří vystoupili na hlavní vrchol Dračího štítu.
- 1905 První výstup Alfred Martin, vůdce Ján Breuer ml., Jihovýchodním hřebenem od Nižné štrbiny pod Ihlou, II-III.
- 1935 Zimní prvovýstup Wiktor Ostrowski a Justyn Tymon Wojsznis. [2]

## Turistika
Vrchol je přístupný pouze v doprovodu horského vůdce.